# گاچیاکوتا
گاچیاکوتا (ژاپنی: ガチアクタ) یک مجموعه مانگای فانتزی تاریک ژاپنی است که توسط کئی اورانا نوشته و مصورسازی شده است. این مجموعه از فوریه ۲۰۲۲ به‌صورت سریالی در هفته‌نامه شونن کودانشا از انتشارات کودانشا در حال پخش است. تا مارس ۲۰۲۵، فصل‌های آن در چهارده جلد تانکوبون جمع‌آوری شدند.
یک مجموعه تلویزیونی انیمه نیز به کارگردانی فومیهیکو سوگانوما، توسط استودیوی بونز فیلم بر اساس نسخه مانگا دستمایه اقتباس قرار گرفت که قرار است از ژوئیه ۲۰۲۵ پخش شود.

## داستان
پسر جوانی به نام رودو در محله‌های فقیرنشین یک جامعه ثروتمند در میان جمعیت «قبیله‌ای» زندگی می‌کند که از نوادگان جنایتکاران تبعید شده توسط جامعه هستند. رودو از اسراف طبقهٔ مرفه متنفر است، چرا که آن‌ها اغلب هر چیزی را که زباله به حساب می‌آید، از جمله مجرمان، در یک محل دفن زباله عظیم در زیر شهر می‌اندازند که به «پرتگاه» معروف است. رگتو پدرخواندهٔ رودو، به او گفته بود که پدر بیولوژیکی‌اش قبل از تولد او به دلیل ارتکاب جرمی به پرتگاه انداخته شده است. در یکی از روزها، رودو پس از کند و کاو در یکی از محل‌های دفن پسماند به خانه باز می‌گردد و رگتو را مرده می‌یابد. رودو که در محل حادثه دستگیر شده است، علیرغم بی‌گناهی‌اش، به دلیل جایگاهش به عنوان یکی از اعضای قبیله، بلافاصله به قتل متهم می‌شود. رودو که قادر به فرار از سرنوشت خود نیست، قسم می‌خورد از آن مردم انتقام بگیرد و سپس به درون پرتگاه انداخته می‌شود.
رودو پس از اینکه به داخل پرتگاه انداخته می‌شود، در حالی به هوش می‌آید که خود را سرگردان در میان انبوهی از زباله‌های بدبو می‌بیند. رودو سپس توسط هیولاهای بزرگی که از زباله ساخته شده‌اند مورد حمله قرار می‌گیرد و آن‌ها را دفع می‌کند تا اینکه توسط مردی به نام انجین نجات می‌یابد. مرد برای رودو توضیح می‌دهد که در واقع او زیر زمین نیست، بلکه از یک «گوی» به سطح زمین افتاده است. انجین پس از تست کردن رودو و بیدار کردن قدرتش به عنوان یک «بخشنده»، از او دعوت می‌کند تا به عنوان یک «پاک‌کننده» به او بپیوندد. انجین توضیح می‌دهد که پاک‌کننده‌ها سازمانی از بخشندگان هستند که از قدرت سلاح‌های منحصر به فردی به نام «ابزارهای حیاتی» برای شکار جانوران زباله‌ای که به او حمله کرده‌اند، استفاده می‌کنند. رودو برخلاف میلش پیشنهاد انجین برای پیوستن به گروه پاک‌کننده‌ها را می‌پذیرد، البته تا زمانی که این پیشنهاد به او در رسیدن به هدفش که بازگشت به گوی و انتقام گرفتن از کسانی که او را به گودال انداخته‌اند، کمک کند.